# 에스토니아의 유로 주화
에스토니아의 유로 주화는 8개의 주화 디자인이 모두 동일하며 주화에는 에스토니아 지도와 에스토니아의 에스토니아어 국명(에스토니아어: Eesti), 12개의 별이 디자인되어 있다.
주화 디자인은 2004년 12월에 에스토니아 국민들을 상대로 열린 투표에 따라 결정된 디자인이다. 에스토니아는 2011년 1월 1일을 기해 유로를 도입하였다.
| € 0.01          | € 0.02 | € 0.05                                                 |
| --------------- | ------ | ------------------------------------------------------ |
|                 |        |                                                        |
| 에스토니아 지도 |        |                                                        |
| € 0.10          | € 0.20 | € 0.50                                                 |
|                 |        |                                                        |
| 에스토니아 지도 |        |                                                        |
| € 1.00          | € 2.00 | € 2 주화 모서리                                        |
|                 |        | "O"와 "E E S T I" (위아래로 뒤집어진 채로 새겨져 있음) |
| 에스토니아 지도 |        |                                                        |